# Bolsena
Bolsena település Olaszországban, Viterbo megyében. Lakosainak száma 3708 fő (2023. január 1.). Bolsena Bagnoregio, Castel Giorgio, Montefiascone, San Lorenzo Nuovo és Orvieto községekkel határos.

## Népesség
A település népessége az elmúlt években az alábbi módon változott:
| Lakosok száma | 3936 | 3941 | 3708 |
|               | 2017 | 2018 | 2023 |

## Kapcsolódó szócikk
- Bolsenai-tó